# Kapelica sv. Jurja u Maksimiru
Kapelica sv. Jurja je katolička kapelica u parku Maksimir.  Kapelica je u vlasništvu Javne ustanove Maksimir i zaštićeno kulturno dobro.

## Povijest i arhitektura
Ova neogotička kapelica, popularno nazvana "crikvica", izgrađena je u razdoblju od 1862. do 1864. godine, na povišenom mjestu blizu Haulikovog ljetnikovca. Nisu pronađeni izvorni arhitektonski nacrti, ali je iz sačuvanih zapisa razvidno da se biskup Haulik za projekt i uređenje kapelice obratio tirolskoj radionici Glasmalerei-Anstalt, novoosnovanoj radionici koju su u Innsbrucku 1861. godine zajedno utemeljili slikar na staklu Albert Neuhauser (1832. – 1861.), samouki arhitekt Josef Vonstadl (1928. – 1893.) i slikar Georg Mander. Nadbiskup Juraj Haulik je želio biti pokopan u ovoj kapelici, no to se nije dogodilo.
Osnova kapelice je u obliku križa s kratkim krilima transepta i poliogonalnim svetištem. Zidovi su od opeke, a konstruktivni dijelovi od kamena. Pročelje s portalom na koji se nastavlja visok prozor sa šiljastim lukom završava preslicom. Ostala dva velika prozora na krilima su transepta. Krov je bio pokriven škriljevcem. Iznutra su zidovi bili obojani "kamenom mastju da se čini kao da je od kamena tesanca". Na svodu između rebara naslikane su na modroj podlozi zlatne zvijezde. Popođena je mramornim crno-bijelim pločama. Ogradu oko kapelice čine šipke od lijevana željeza. Izgradnja i uređenje kolektivno je djelo domaćih i stranih majstora. Za oltar iznad crne mramorne menze visoki reljef u drvu s likom sv. Jurja načinio je kipar Michael Stolzer. Vitraji na prostranim prozorima posvećeni su licima iz Starog i Novog zavjeta (Mojsije i Aron, Petar i Pavao), a iznad portala Bogorodici s Kristom i Ivanom Krstiteljem. Vitraji su proviđeni rešetkama. Luster od pozlaćene mjedi također je iz Neuhauserove radionice. Svod je oslikao bečki slikar Josef Proksch. Zidarske poslove obavio je Andrea Tessitori iz Furlanije. Klupe su izgrađene u Lepoglavskoj kaznionici, a Haulikovo klecalo nabavljeno u Beču. Izvođači radova bili su gradski mjernik u zagrebačkoj gradskoj službi "Graditeljno-vatrogasiteljnog odbora" Janko Nikola Grahor (1827. – 1906.) i graditeljno-kamenotesarski meštar Franjo Klein (1828. – 1889.). Kapelica je posvećena u listopadu 1864. godine.

## Vanjske poveznice
|  | Zajednički poslužitelj ima još gradiva o temi Kapelica sv. Jurja u Maksimiru |